# Pentti Korhonen
Pentti Korhonen (Rantasalmi, 14 giugno 1951) è un pilota motociclistico finlandese ritiratosi dall'attività agonistica.

## Carriera
Dopo aver iniziato a correre con una Husqvarna 175 in corse sul ghiaccio, Korhonen fece il suo esordio nella Velocità a Kuopio, appena diciassettenne, con una Yamaha 50. L'anno successivo ottenne dall'importatore finlandese della Casa dei tre diapason, Arwidson, una TD2 250 con cui fece il suo esordio nel Motomondiale, al GP di casa, terminando la gara della quarto di litro al settimo posto. Con la stessa moto vinse, poche settimane dopo, il Pyynikki TT a Tampere. Korhonen resterà sempre fedele alla Yamaha durante tutta la sua carriera di centauro.
Dopo aver vinto il titolo finlandese della 500 nel 1972, la carriera nel Mondiale di Korhonen iniziò a decollare dal 1973, anno in cui ottenne il suo primo podio, grazie al terzo posto al GP di Germania classe 350. In quella stagione ottenne il decimo posto nel Mondiale della 350 e il titolo finlandese della stessa categoria. La stagione seguente Korhonen corse in 250, 350 e 500, classificandosi tra i primi dieci in tutte e tre le categorie, grazie a tre podi (2º in Spagna in 250, 3º in Svezia in 350 e 500).
Nella stagione 1975 Korhonen ottenne la sua prima (e unica) vittoria, al GP di Jugoslavia della 350, classe in cui si classificò terzo a fine stagione. Il 1976 vide Korhonen quinto in 250, vinto dal pilota Harley-Davidson Walter Villa nonché secondo alla 1000 km del Mugello, gara del Campionato Europeo Endurance in coppia con Christian Estrosi. Nel 1977 il finlandese fu ingaggiato dalla Honda per correre l'Europeo Endurance come pilota ufficiale: in coppia con Christian Huguet fu quinto nell'Europeo, vincendo la 24 ore del Montjuïc, arrivando terzi al Bol d'Or e secondi alla 500 miglia di Thruxton.
L'ultima stagione di corse per Korhonen fu il 1979, anno in cui ottenne il suo ultimo podio (3º in 350 a Imatra). Dopo il ritiro aprì con la moglie un albergo-ristorante a Konnevesi e lavorò per la Federazione motociclistica finlandese. È una presenza frequente nelle manifestazioni dedicate alle moto d'epoca, pilotando le Yamaha del Yamaha Classic Racing Team.

## Risultati nel motomondiale

### Classe 250
| 1969 | Classe | Moto   |   |   |   |   |   |   |   |   |   |   |   |   |  | Punti | Pos. |
| ---- | ------ | ------ | - | - | - | - | - | - | - | - | - | - | - | - |  | ----- | ---- |
| 1969 | 250    | Yamaha | - | - | - | - | - | - | - | - | 7 | - | - | - |  | 4     | 33º  |

| 1970 | Classe | Moto   |   |   |   |   |   |   |   |   |   |   |   |   |  | Punti | Pos. |
| ---- | ------ | ------ | - | - | - | - | - | - | - | - | - | - | - | - |  | ----- | ---- |
| 1970 | 250    | Yamaha | - | - | - | - | - | - | - | - | 7 | - | - | - |  | 4     | 32º  |

| 1973 | Classe | Moto   |   |   |   |    |   |   |   |   |   |   |     |   |  | Punti | Pos. |
| ---- | ------ | ------ | - | - | - | -- | - | - | - | - | - | - | --- | - |  | ----- | ---- |
| 1973 | 250    | Yamaha | - | - | 7 | NE | - | - | - | - | - | - | Rit | - |  | 4     | 31º  |

| 1974 | Classe | Moto   |    |   |    |   |    |   |    |   |   |   |   |   |  | Punti | Pos. |
| ---- | ------ | ------ | -- | - | -- | - | -- | - | -- | - | - | - | - | - |  | ----- | ---- |
| 1974 | 250    | Yamaha | NE | - | NE | - | 22 | - | 10 | - | - | - | 6 | 2 |  | 18    | 10º  |

| 1975 | Classe | Moto   |   |     |    |   |   |   |   |   |   |     |   |     |  | Punti | Pos. |
| ---- | ------ | ------ | - | --- | -- | - | - | - | - | - | - | --- | - | --- |  | ----- | ---- |
| 1975 | 250    | Yamaha | - | Rit | NE | - | 9 | - | 6 | - | 9 | Rit | - | Rit |  | 9     | 20º  |

| 1976 | Classe | Moto   |   |    |   |   |  |   |   |   |   |   |   |   |  | Punti | Pos. |
| ---- | ------ | ------ | - | -- | - | - |  | - | - | - | - | - | - | - |  | ----- | ---- |
| 1976 | 250    | Yamaha | 3 | NE | 3 | 8 |  | - | 8 | 4 | 4 | 8 | 9 | 4 |  | 47    | 5º   |

| 1977 | Classe | Moto   |   |    |   |    |    |     |   |   |     |     |     |     |   | Punti | Pos. |
| ---- | ------ | ------ | - | -- | - | -- | -- | --- | - | - | --- | --- | --- | --- | - | ----- | ---- |
| 1977 | 250    | Yamaha | 4 | NE | - | NQ | NQ | Rit | 7 | 8 | Rit | Rit | Rit | Rit | - | 15    | 16º  |

| 1978 | Classe | Moto   |   |    |    |     |     |   |   |     |    |     |   |   |   | Punti | Pos. |
| ---- | ------ | ------ | - | -- | -- | --- | --- | - | - | --- | -- | --- | - | - | - | ----- | ---- |
| 1978 | 250    | Yamaha | - | 13 | NE | Rit | Rit | 6 | 9 | Rit | 12 | Rit | - | - | 8 | 10    | 19º  |

| 1979 | Classe | Moto   |   |    |   |   |    |     |     |   |     |   |   |     |    | Punti | Pos. |
| ---- | ------ | ------ | - | -- | - | - | -- | --- | --- | - | --- | - | - | --- | -- | ----- | ---- |
| 1979 | 250    | Yamaha | - | NE | 9 | 9 | 14 | Rit | Rit | - | Rit | 6 | - | Rit | NQ | 9     | 21º  |

| Legenda | 1º posto        | 2º posto            | 3º posto            | A punti      | Senza punti        | Grassetto – Pole position Corsivo – Giro più veloce |
| Legenda | Gara non valida | Non qual./Non part. | Ritirato/Non class. | Squalificato | '-' Dato non disp. | Grassetto – Pole position Corsivo – Giro più veloce |

### Classe 350
| 1973 | Classe | Moto   |   |   |   |   |   |   |   |    |   |   |   |   |  | Punti | Pos. |
| ---- | ------ | ------ | - | - | - | - | - | - | - | -- | - | - | - | - |  | ----- | ---- |
| 1973 | 350    | Yamaha | 7 | - | 3 | - | - | 8 | - | NE | - | - | 4 | - |  | 25    | 10º  |

| 1974 | Classe | Moto   |   |   |   |     |    |   |    |   |   |    |   |   |  | Punti | Pos. |
| ---- | ------ | ------ | - | - | - | --- | -- | - | -- | - | - | -- | - | - |  | ----- | ---- |
| 1974 | 350    | Yamaha | - | - | 8 | Rit | 46 | 5 | NE | 3 | - | NE | 5 | - |  | 25    | 7º   |

| 1975 | Classe | Moto   |   |   |   |   |     |  |   |    |    |     |    |   |  | Punti | Pos. |
| ---- | ------ | ------ | - | - | - | - | --- |  | - | -- | -- | --- | -- | - |  | ----- | ---- |
| 1975 | 350    | Yamaha | 7 | 6 | 9 | 3 | Rit |  | 2 | NE | NE | Rit | 10 | 1 |  | 48    | 3º   |

| 1976 | Classe | Moto   |   |   |   |   |   |   |    |    |   |   |   |   |  | Punti | Pos. |
| ---- | ------ | ------ | - | - | - | - | - | - | -- | -- | - | - | - | - |  | ----- | ---- |
| 1976 | 350    | Yamaha | 8 | - | 4 | - | - | - | NE | NE | - | 4 | - | - |  | 19    | 13º  |

| 1977 | Classe | Moto   |   |    |   |    |     |     |     |     |    |   |     |   |   | Punti | Pos. |
| ---- | ------ | ------ | - | -- | - | -- | --- | --- | --- | --- | -- | - | --- | - | - | ----- | ---- |
| 1977 | 350    | Yamaha | 4 | AN | - | NQ | Rit | Rit | Rit | Rit | NE | 7 | Rit | 4 | - | 20    | 13º  |

| 1978 | Classe | Moto   |   |    |   |   |    |   |    |   |     |   |   |   |   | Punti | Pos. |
| ---- | ------ | ------ | - | -- | - | - | -- | - | -- | - | --- | - | - | - | - | ----- | ---- |
| 1978 | 350    | Yamaha | - | NE | 8 | 8 | 12 | 4 | NE | 7 | Rit | - | - | 9 | - | 20    | 11º  |

| 1979 | Classe | Moto   |   |     |     |     |   |     |   |    |    |   |     |     |     | Punti | Pos. |
| ---- | ------ | ------ | - | --- | --- | --- | - | --- | - | -- | -- | - | --- | --- | --- | ----- | ---- |
| 1979 | 350    | Yamaha | - | Rit | Rit | Rit | 7 | Rit | 8 | NE | NE | 3 | Rit | Rit | Rit | 17    | 12º  |

| Legenda | 1º posto        | 2º posto            | 3º posto            | A punti      | Senza punti        | Grassetto – Pole position Corsivo – Giro più veloce |
| Legenda | Gara non valida | Non qual./Non part. | Ritirato/Non class. | Squalificato | '-' Dato non disp. | Grassetto – Pole position Corsivo – Giro più veloce |

### Classe 500
| 1972 | Classe | Moto   |  |  |  |  |  |  |  |  |  |  |  |   |  | Punti | Pos. |
| ---- | ------ | ------ |  |  |  |  |  |  |  |  |  |  |  | - |  | ----- | ---- |
| 1972 | 500    | Yamaha |  |  |  |  |  |  |  |  |  |  |  | 6 |  | 5     | 29º  |

| 1974 | Classe | Moto   |  |  |  |     |    |   |    |   |   |   |    |    |  | Punti | Pos. |
| ---- | ------ | ------ |  |  |  | --- | -- | - | -- | - | - | - | -- | -- |  | ----- | ---- |
| 1974 | 500    | Yamaha |  |  |  | Rit | 21 | 7 | 19 | 3 | 5 | 9 | NE | NE |  | 22    | 8º   |

| 1975 | Classe | Moto   |     |    |  |  |     |  |  |     |   |  |     |    |  | Punti | Pos. |
| ---- | ------ | ------ | --- | -- |  |  | --- |  |  | --- | - |  | --- | -- |  | ----- | ---- |
| 1975 | 500    | Yamaha | Rit | NE |  |  | Rit |  |  | Rit | 6 |  | Rit | NE |  | 5     | 25º  |

| 1976 | Classe | Moto   |     |     |  |    |  |  |  |     |  |  |  |    |  | Punti | Pos. |
| ---- | ------ | ------ | --- | --- |  | -- |  |  |  | --- |  |  |  | -- |  | ----- | ---- |
| 1976 | 500    | Yamaha | Rit | Rit |  | NE |  |  |  | Rit |  |  |  | NE |  | 0     |      |

| 1978 | Classe | Moto   |  |     |  |  |  |  |  |  |  |  |  |    |    | Punti | Pos. |
| ---- | ------ | ------ |  | --- |  |  |  |  |  |  |  |  |  | -- | -- | ----- | ---- |
| 1978 | 500    | Suzuki |  | Rit |  |  |  |  |  |  |  |  |  | NE | NE | 0     |      |

| Legenda | 1º posto        | 2º posto            | 3º posto            | A punti      | Senza punti        | Grassetto – Pole position Corsivo – Giro più veloce |
| Legenda | Gara non valida | Non qual./Non part. | Ritirato/Non class. | Squalificato | '-' Dato non disp. | Grassetto – Pole position Corsivo – Giro più veloce |